# Krailling
Krailling è un comune tedesco di 7 644 abitanti, situato nel Circondario di Starnberg nel land della Baviera.

## Geografia fisica
Il comune si trova all'interno della valle del fiume Würm, nella regione pianeggiante attorno alla città di Monaco di Baviera, dalla quale dista quattro chilometri.

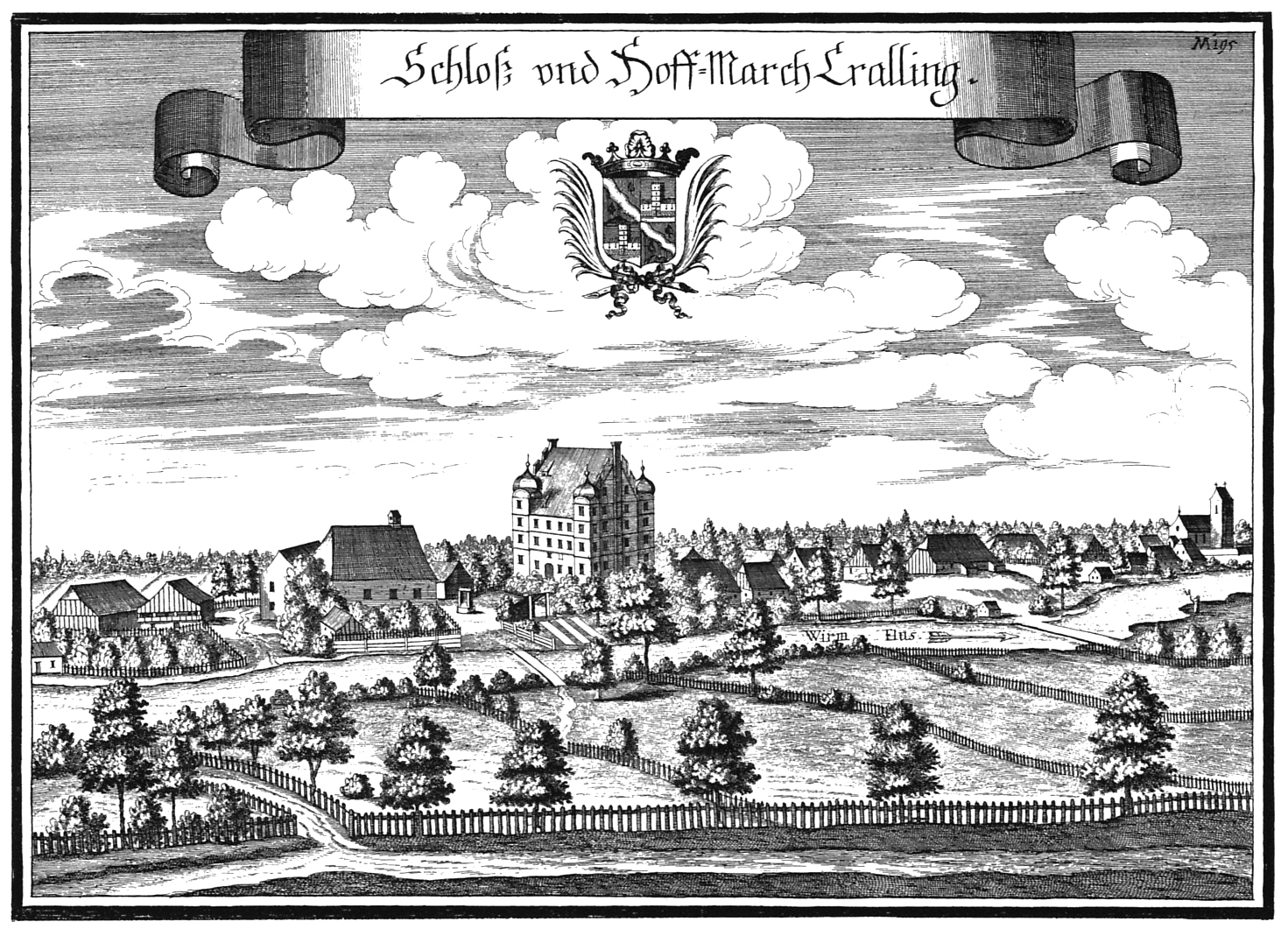
Rappresentazione del castello e Hofmark di Krailling (XVIII secolo)

## Storia
I più antichi ritrovamenti sul territorio di Krailling sono i resti di un insediamento databile tra il 150 e il 100 a.C.. All'interno della proprietà dello storico mulino Linnermühle (1892) furono rinvenuti numerosi reperti celtici (gioielli, cocci e pali di case), rara testimonianza di un insediamento di celti a sud di Monaco di Baviera. Al periodo tra il 200 e il 300 d.C. risalgono invece un forno per la ceramica e una discarica, ritrovati anch'essi all'interno del territorio comunale di Krailling.
Numerosi reperti databili tra il 600 e il 900 testimoniano anche la presenza di un insediamento di baiuvari in riva al fiume Würm.
Fino alla fine del XVIII secolo Krailling era un cosiddetto Hofmark (ossia un borgo con diritto di mercato) dei signori Von Ruffini all'interno dell'elettorato di Baviera.
La costituzione dell'attuale comune si deve alla riforma amministrativa voluta da Massimiliano I Giuseppe di Baviera nel 1818.
Nel 2005 alcuni scavi archeologici riportarono alla luce le fondamenta e la cantina dell'antico castello dell'Hofmark.

## Monumenti e luoghi d'interesse

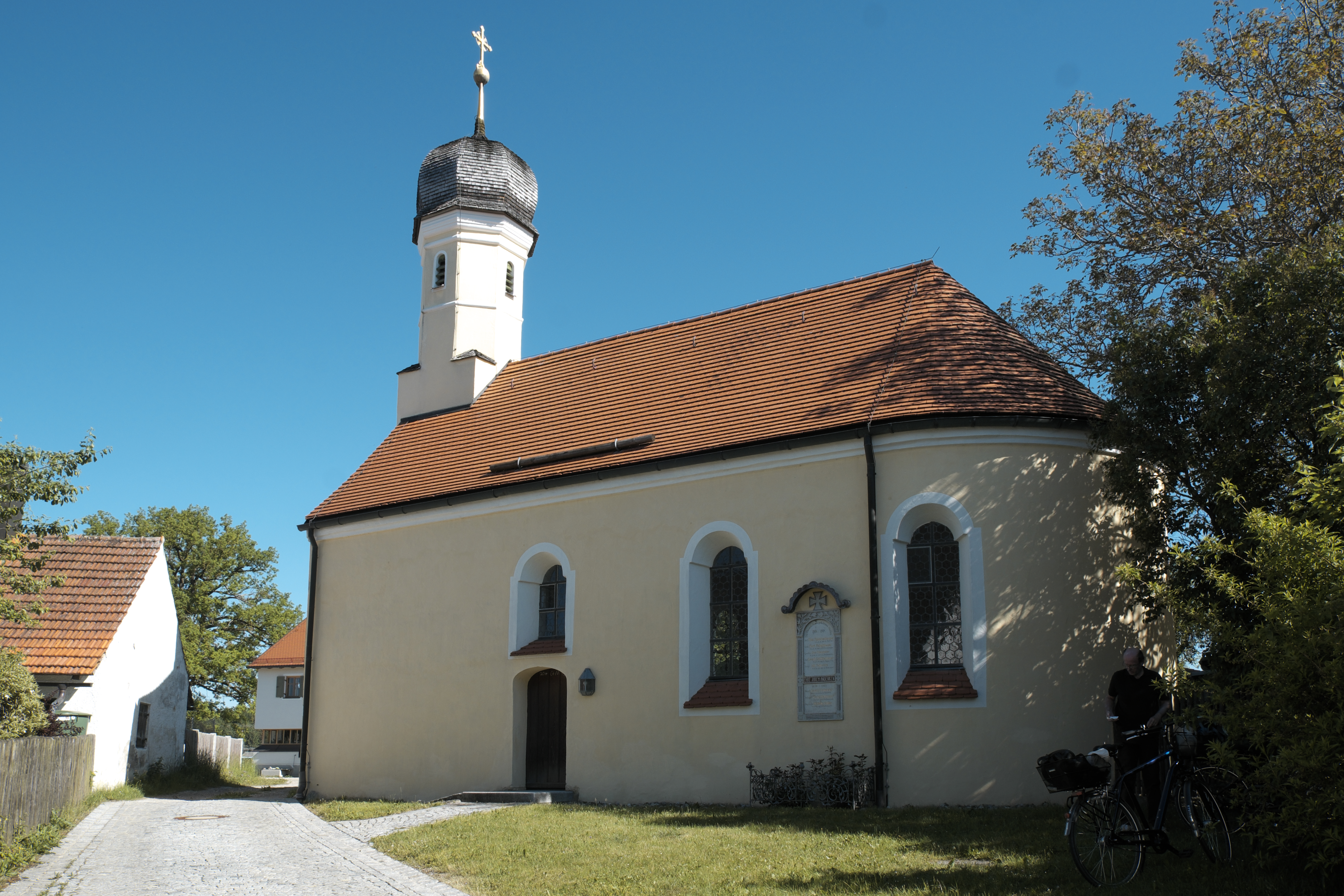
Cappella di san Nicola a Fronloh

### Architetture religiose

#### Chiesa di santa Margherita
Già attestata in un documento del 1315, la chiesa di santa Margherita era originariamente in stile romanico ma nel XVI secolo fu ristrutturata secondo gli stilemi del tardogotico. Una nuova ristrutturazione si ebbe nel 1682, quando la navata fu rielaborata in stile barocco e provvista di una tribuna. Sul lato sinistro, allora dedicato alle donne, nel 1721 fu aggiunto un pulpito (che oggi serve da ambone), mentre l'aspetto attuale con il campanile a cipolla si deve a un intervento del 1747. Successivi interventi di restauro si registrarono negli anni 1843, 1883, 1913, 1973 e 2006.
Da un punto di vista ecclesiastico, la chiesa è oggi una filiale della parrocchia di santa Elisabetta di Planegg.

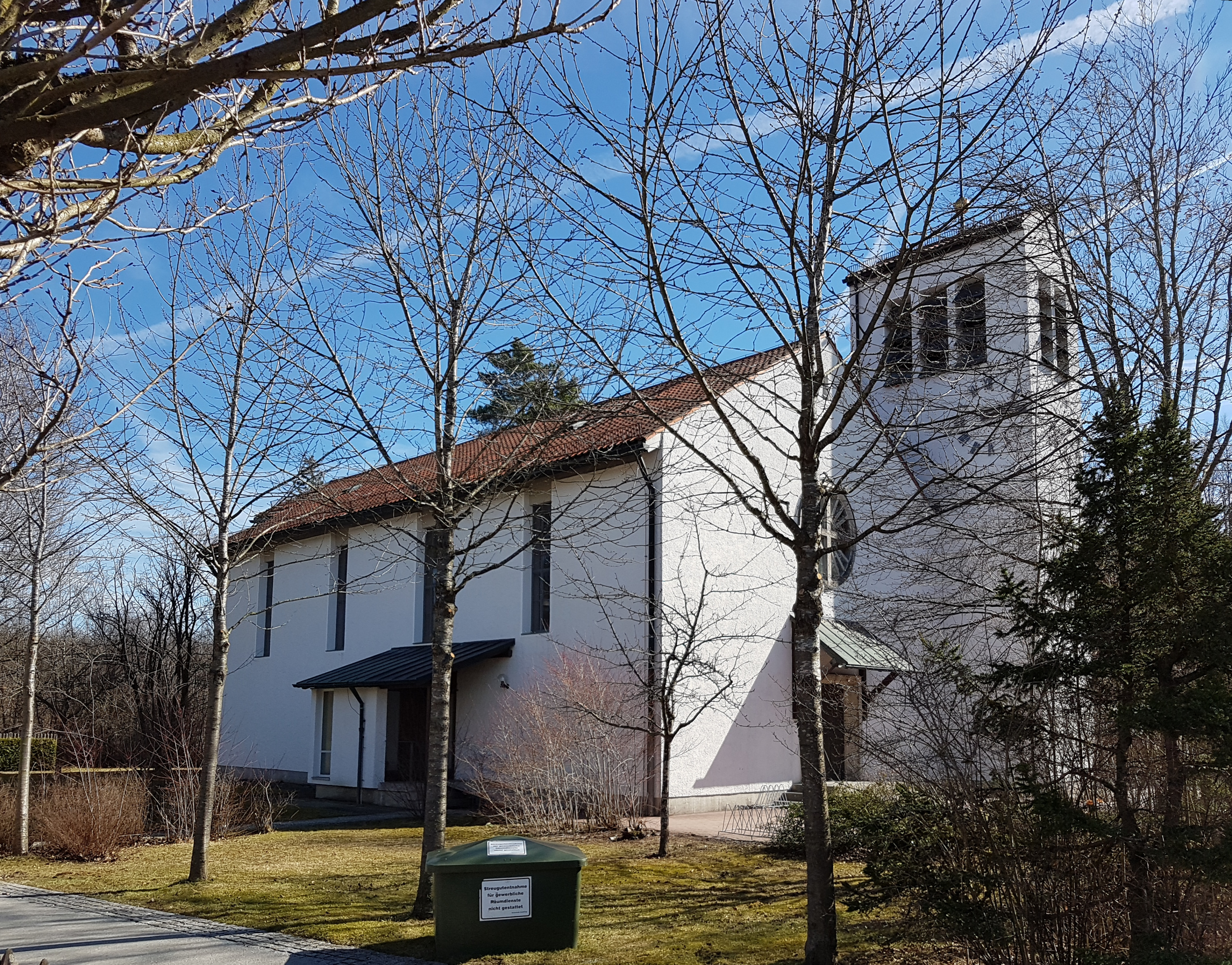
Chiesa di San Benedetto

#### Altro
- Cappella di san Nicola a Fronloh, consacrata nel 1715[5]
- Chiesa filiale cattolica di san Benedetto (1958) a Pentenried[5]
- Via Crucis neogotica (1900 c.ca)[5]

### Architetture civili

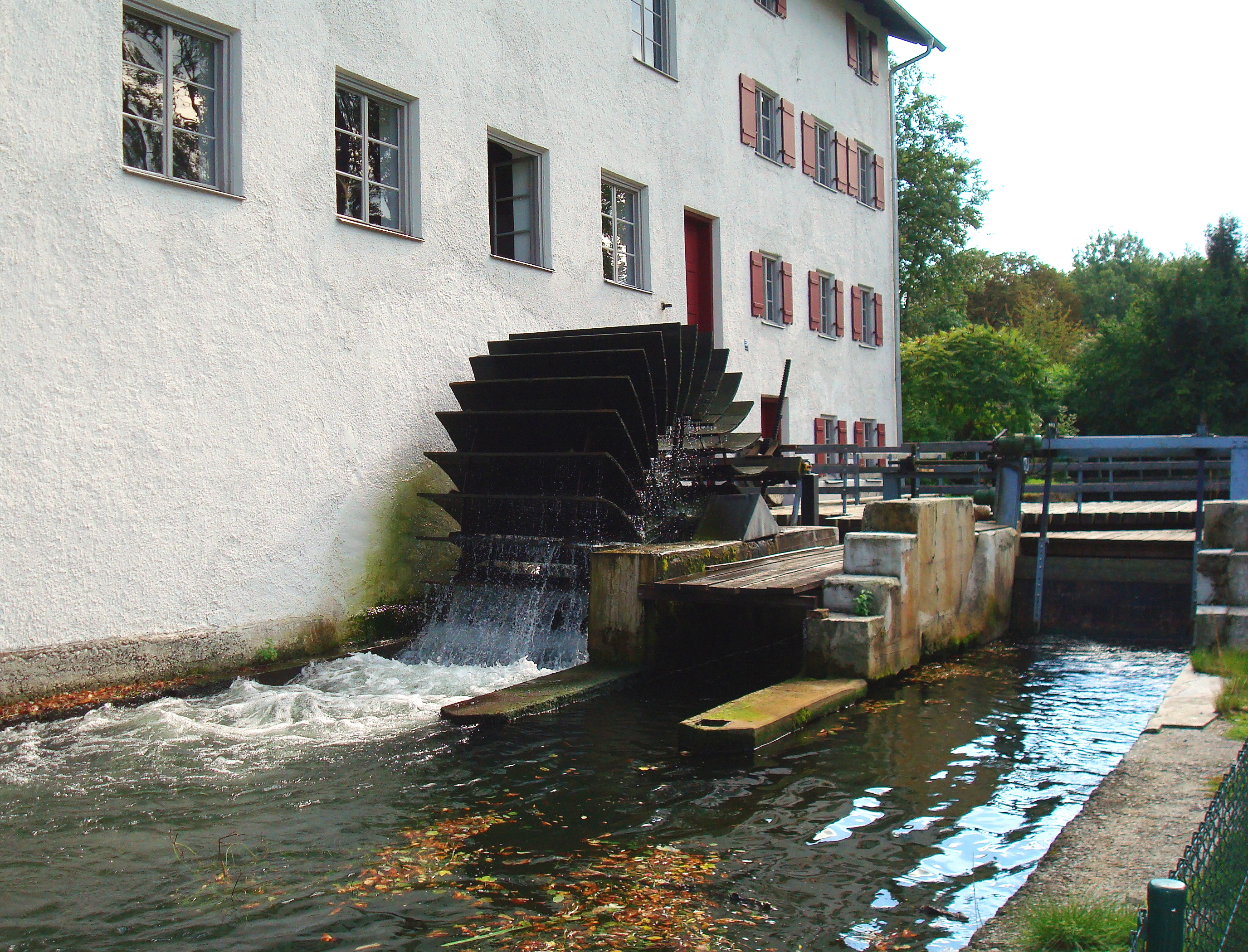
Ruota a pale del Linnermühle

- Ruota a pale del LinnermühleVilla dell'architetto Martin Dülfer (precursore dello Jugendstil), realizzata nel 1902 dallo stesso architetto con una facciata baroccheggiante. Dello stesso artista è l'abitazione sita all'indirizzo Albrecht-Dürer-Straße 1, edificata nel 1905.[5]
- Schwarze Haus (lett. "casa nera"), antico podere (1936-1937) ristrutturato nel 2006 dall'architetto Peter Haimerl.
- Villa di caccia (1893) già appartenuta al compositore Ermanno Wolf-Ferrari.[5]
- Mulino Linnermühle (1892), costruito nell'area del castello dell'Hofmark di Krailling.[5]

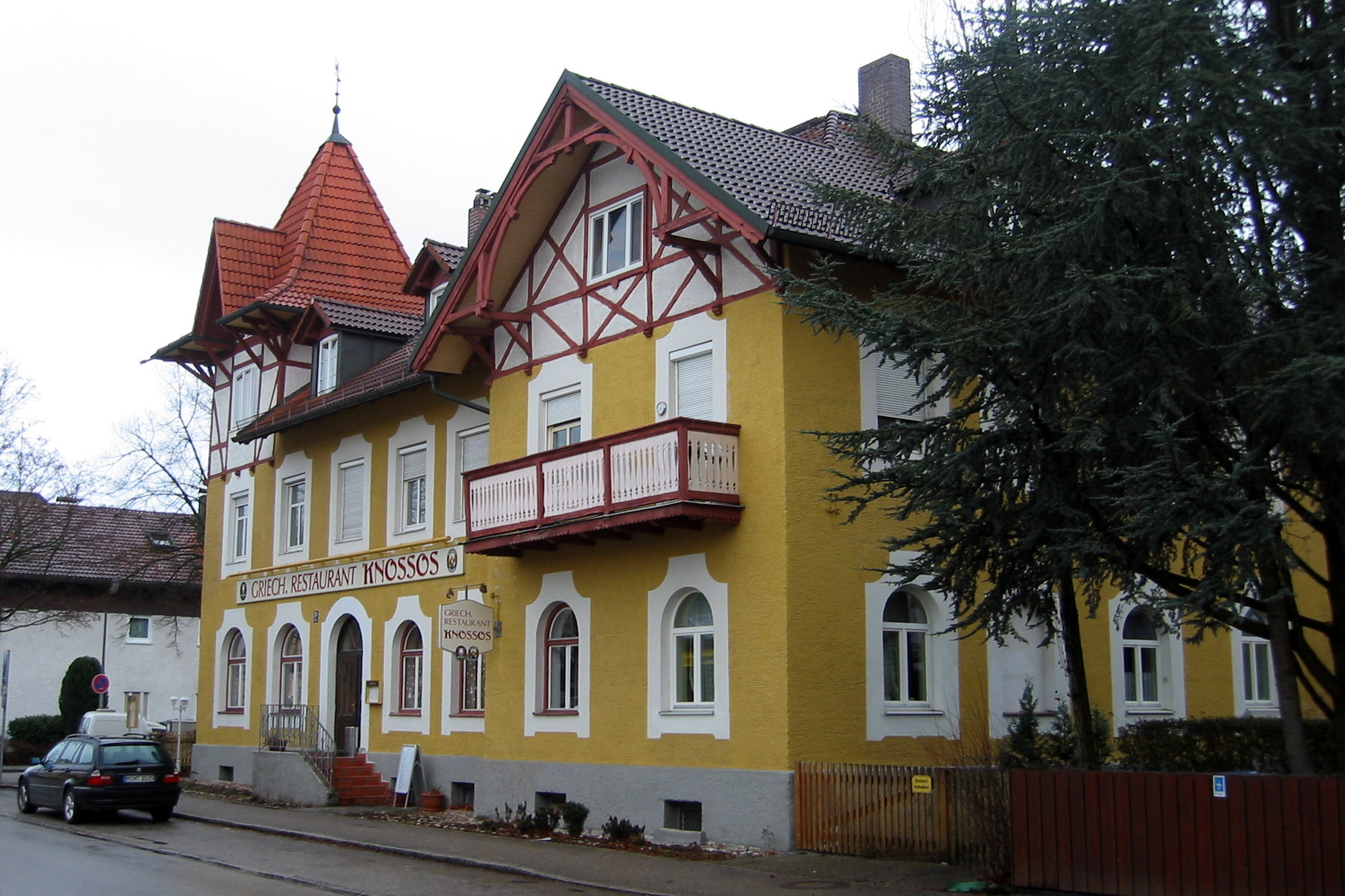
Kraillinger Hof, al numero 20 di Luitpoldstraße

- Kraillinger Hof, al numero 20 di LuitpoldstraßeAbitazioni ai numeri 9 e 28b della Bergstraße (costruite nel 1902 e 1920, rispettivamente), ai numeri 1, 6 e 20 di Luitpoldstraße (degli anni 1925, 1910/11 e 1897, rispettivamente), ai numeri 1, 31, 32, 43 e 45 (originariamente costruite rispettivamente nel 1925, nella prima metà del XIX secolo (a suo tempo dotata di cappella sul lato ovest), nel 1897, nel 1900 e nel 1902).[5]
- Abitazione del podere di Hüll (1922).[5]

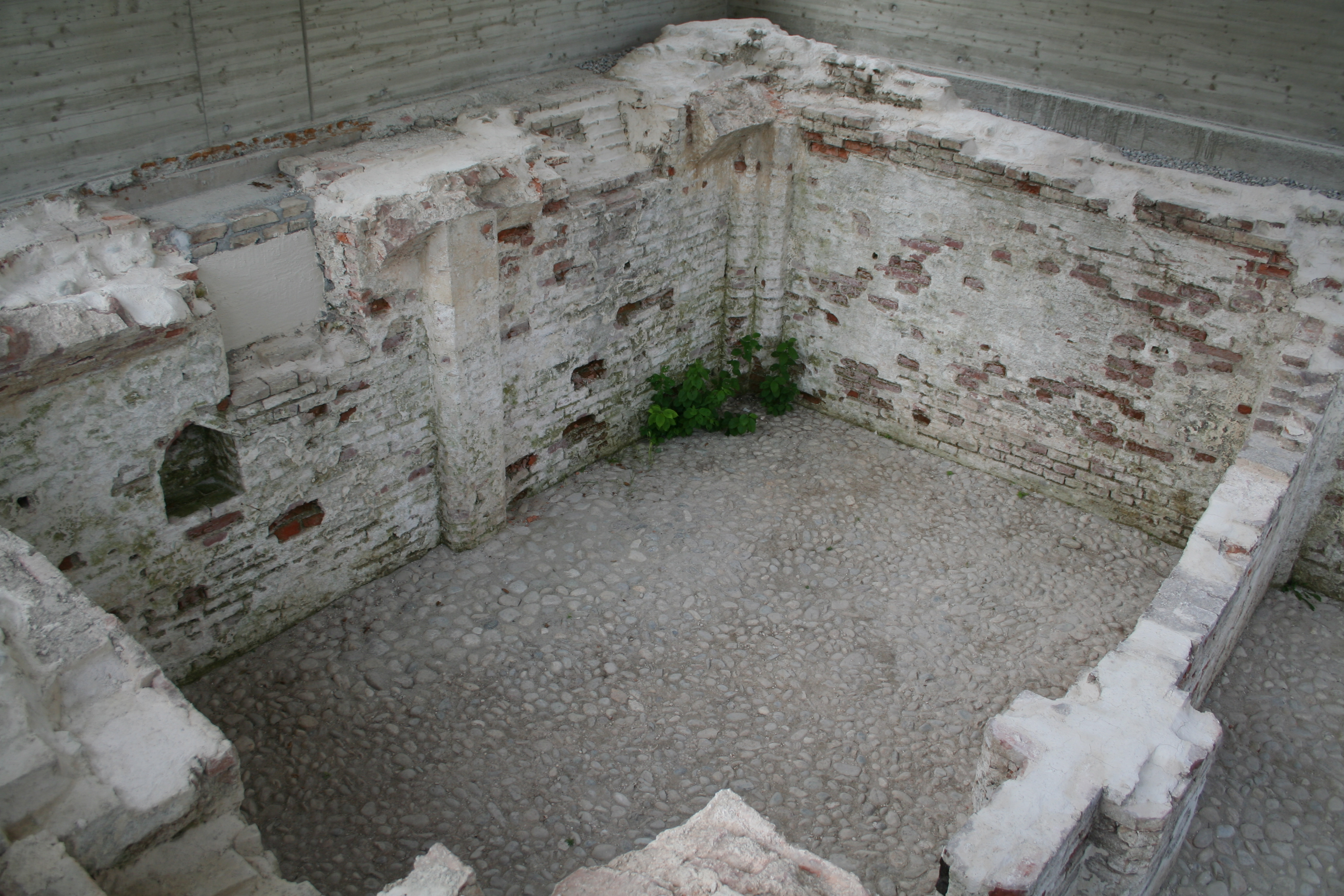
Resti del castello di Krailling

### Altro
- Fondamenta e cantina dell'antico castello di Krailling
- Monumento in ricordo del passaggio della marcia della morte partita dal campo di concentramento di Dachau nell'aprile 1945, opera in bronzo realizzata nel 1989 da Hubertus von Pilgrim e facente parte di un ciclo di 20 sculture identiche situate sul resto del percorso della marcia.[6] Nel 1992 una copia dell'opera fu donata all'ente per la memoria della Shoah Yad Vashem di Gerusalemme dalla comunità di Gauting.[7]

## Geografia antropica
Da un punto di vista antropico, l'insediamento di Krailling si è sviluppato assieme al vicino comune di Planegg, con cui condivide la parrocchia e il codice di avviamento postale. A differenza di Planegg, Krailling appartiene tuttavia al circondario di Starnberg e non a quello di Monaco. La zona meridionale del comune, l'abitato non presenta soluzione di continuità con la frazione Stockdorf di Gauting.
Il comune di Krailling si compone di quattro frazioni ben distanziate tra di loro: Hüll, Fronloh, Krailling e Pentenried.
All'interno del territorio boschivo della Kreuzlingen Forst si trova la zona industriale denominata KIM (Kraillinger Innovations Meile, ossia "miglio dell'innovazione di Krailling").

## Amministrazione

### Gemellaggi
- Paulhan, dal 1975[10]